# Earthwatch Institute
L'Earthwatch Institute est une organisation à but non lucratif de dimension internationale fondée en 1971 près de Boston aux États-Unis d'Amérique.
Son objectif est de promouvoir l'action et l'éducation pour un environnement naturel durable. Earthwatch soutient financièrement des projets scientifiques et organise son action éducative grâce à des volontaires. Les principaux sujets sur lesquels l'ONG porte son action sont la conservation de la vie sauvage, l'écologie des forêts tropicales, les sciences de la mer et l'archéologie.